# Ansgar Nelson
Knut Ansgar Nelson, född 1 oktober 1906 i Frederiksværk, Danmark, död 31 mars 1990 i Newport, Rhode Island, USA, danskfödd romersk-katolsk biskop och benediktinmunk verksam i Sverige (se Stockholms katolska stift). Biskopsvigd 8 september 1947.
Ansgar Nelson blev som ung benediktinmunk i USA. 1947 utsåg Rom pater Ansgar Nelson till hjälpbiskop åt den apostoliske vikarien för Sverige, biskop Johannes Erik Müller. 1953 fick Sverige status av eget stift. 1957 efterträdde Nelson sin överordnade som stiftsbiskop och blev därmed den andre romersk-katolske biskopen av Stockholm. Han avgick 1962 och efterträddes av John Taylor.